# Liste der Kulturdenkmäler in Ulmet
In der Liste der Kulturdenkmäler in Ulmet sind alle Kulturdenkmäler der rheinland-pfälzischen Ortsgemeinde Ulmet aufgeführt. Grundlage ist die Denkmalliste des Landes Rheinland-Pfalz (Stand: 6. September 2022).

## Einzeldenkmäler
| Bezeichnung                     | Lage                           | Baujahr | Beschreibung | Bild                           |
| ------------------------------- | ------------------------------ | ------- | --- | ------------------------------ |
| Bahnhof Ulmet                   | Bahnhofstraße 11 Lage          | 1904    | sandsteingegliederter Bossenquaderbau, eingeschossige Lagerhalle mit Laderampe, eineinhalbgeschossiger Abort- und Stallschuppen, 1904                                                                             | Fotos hochladen                |
| Protestantisches Pfarrhaus      | Meisenheimer Straße 21/25 Lage | 1783    | Walmdachbau, 1783, Architekt Friedrich Gerhard Wahl, Zweibrücken | Fotos hochladen                |
| Katholische Kirche Heilig Kreuz | Meisenheimer Straße 43 Lage    | 1873/74 | gequaderter Saalbau mit Dachreiter, Sakristeianbau, 1873/74, Architekt Pfarrer Heimy, Brücken; zwei Glocken: 1774 von Johann Nerger und 1874                                                                      | weitere Bilder Fotos hochladen |
| Protestantische Pfarrkirche     | Meisenheimer Straße 52 Lage    | um 1115 | romanischer Westturm, um 1115, barockes Zeltdach; barocker Saal, 1737/38; zwei Glocken: 1469 von Johann Otto, Kaiserslautern, und 1743; Stumm-Orgel von 1847; Grabmal, Ende des 19. Jahrhunderts von August Drumm | weitere Bilder Fotos hochladen |
| Kappeler Brücke                 | nordwestlich des Ortes Lage    | 1784/86 | dreibogige Sandsteinbrücke mit zwei Vorköpfen, 1784/86, Architekt Peter Bell, Kusel | Fotos hochladen                |